# Valentin Kononen
Valentin Kononen, född 7 mars 1969 i Helsingfors, är en finländsk före detta friidrottare (gångare).
Kononen tävlade under sin aktiva karriär huvudsakligen i den längre distansen 50 kilometer och noterade flera framstående resultat. Vid VM 1991 slutade han femma. Vid VM två år senare i Stuttgart blev det en andra plats och det efterlängtade guldet kom vid VM 1995 i Göteborg. Dessutom slutade Kononen sjua två gånger i OS både 1992 och 1996. Hans sista stora mästerskap blev EM i Budapest 1998 där han återigen blev silvermedaljör.